# Forțele Terestre Regale ale Țărilor de Jos
Forțele Terestre Regale ale Olandei (neerlandeză Koninklijke Landmacht, KL) reprezintă ramura de uscat a Forțelor armate ale Olandei.